# Griego dórico
El dórico (en griego: Δωρική διάλεκτος; en latín: Dialectus Dorica) es un dialecto del griego antiguo que probablemente se introdujo en la península griega desde los Balcanes durante la invasión doria (cerca de 1150 a. C.), y que en época clásica era hablado en muchas partes del Peloponeso, en el noroeste de Grecia, en Corinto, en Mégara, en las islas de Creta y de Rodas, además del sur de la actual Italia (Magna Grecia).  
El tsakonio griego, un descendiente del dórico griego, aún se habla en la costa sur del Peloponeso, en la moderna prefectura de Arcadia, y es una fuente de considerable interés para los lingüistas.

## Descripción lingüística
El dórico estaba dividido en varias variantes locales, como el laconio, corintio, cretense, etc.  Lo conocemos principalmente por inscripciones.  Algunos poetas líricos, como Píndaro en sus odas, Baquílides y Alcmán, usan un lenguaje poético teñido de ciertos rasgos dóricos. La comedia siracusana (Sofrón, Epicarmo) y los poetas alejandrinos (Teócrito en sus poemas pastoriles y Calímaco) usan formas artificiales del dórico vernáculo.  Las odas triunfales de Simónides de Ceos también fueron escritas en este dialecto.  El griego dórico fue la lengua preferente para las composiciones líricas corales.
Los dialectos antiguamente conocidos como griego noroccidental (en Delfos, Lócrida y Acarnania) hoy se considera que forman una unidad filogenética con el dórico. Estos dialectos difieren del dórico propiamente dicho en dos rasgos: dativo plural de la tercera declinación en -οις (-ois) (en lugar de  -σι (-si)) y el uso de la preposición ἐν (en) con acusativo (en lugar de εἰς (eis)).

### Diferencias entre el dórico y el ático / koiné
Vocalismo

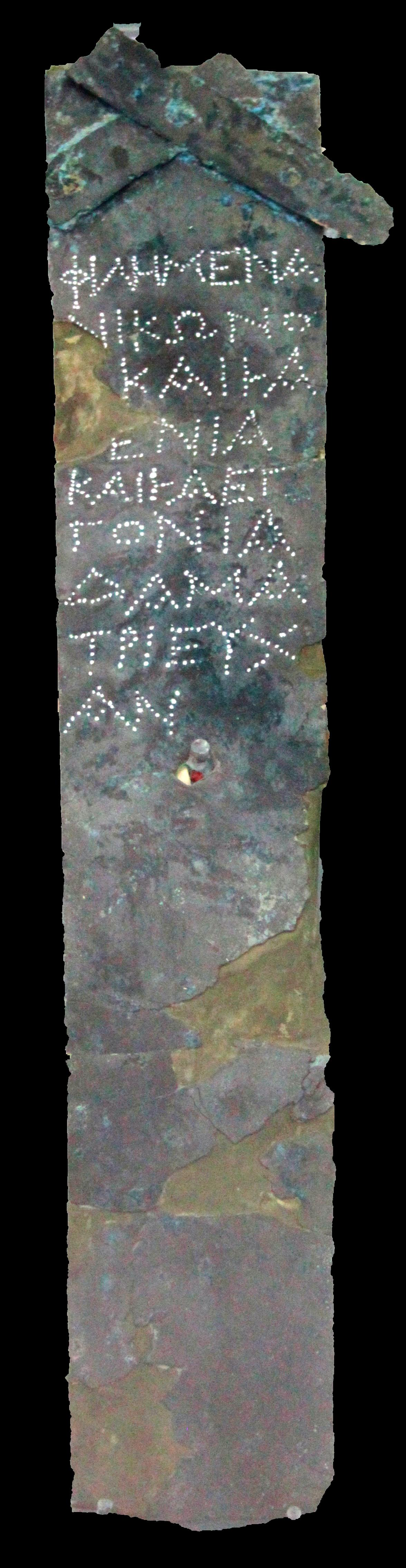
Lámina de bronce del a. C, escrita en alfabeto dórico-tarentino.

1. Conservación de la ā larga (α) donde el ático / koiné cambia a una ē larga abierta (η). Ejemplo: γᾶ μάτηρ (gā mātēr) "tierra madre", en ático/koine γῆ μήτηρ (gē mētēr).
2. Contracción ae > η (ē) en lugar del ático/koine ᾱ (ā).
3. Paso de eo, ea > ιο, ια (io, ia) en ciertos dialectos dóricos.
4. Ciertos dialectos dóricos ("dórico severo") tienen η, ω (ē, ō) para el "diptongo espurio" ático/koine ει, ου (ei, ou) (las secundarias ē, ō largas debidas a contracción o alargamiento compensatorio). Los ejemplos más destacados son el genitivo singular en -ω (-ō) en lugar de -ου (-ou), el acusativo plural en -ως (-ōs) en lugar de -ους (-ous) y el infinitivo en -ην (-ēn) en lugar de -ειν (-ein).
5. α (a) breve en ciertas palabras donde el ático/koiné tiene ε: ἱαρός (hiaros), Ἄρταμις ('*Artamis), γα (ga), αἰ (ai).

Consonantismo
1. Conservación de -τι (-ti) donde el ático/koiné tiene -σι (-si). Los ejemplos más destacados son: 
  1. 1) tercera persona del singular de los verbos atemáticos -ti. Ejemplos: φατί (phāti); ático/koine φησί(ν) (phēsi(n)).
  2. 2) tercera persona del plural del presente y del subjuntivo -nti. Ejemplos: λέγoντι (legonti); ático/koiné  λέγουσι(ν) (legousi(n));
  3. 3) numeral "veinte" Fίκατι (wīkati); ático/koiné  εἴκοσι(ν) (eikosi(n)).
  4. 4) centenas acabadas en -katioi. Ejemplos: τριακάτιοι (triākatioi); ático/koiné  τριακόσιοι (triākosioi).
2. Conservación de la doble -σσ- (-ss-) antes de una vocal donde en ático/koiné  tiene -σ- (-s-). Ejemplos: μέσσος (messos) antes de una vocal donde en ático/koiné es μέσος (mesos).
3. Conservación de la w inicial (F) la cual se perdió en el ático/koiné. Ejemplos: Fοῖκος (woikos); ático/koiné οἶκος (oikos). Los textos literarios dóricos y las inscripciones de época helenística no tienen digamma.
4. ξ (x) en el aoristo y el futuro de los verbos terminados en -ίζω, -άζω (-izō, -azō) donde el ático/koiné tiene σ (s).. Ejemplos: ἀγωνίξατο (agōniksato), ático/koiné ἀγωνίσατο (agōnisato). Similarmente presenta κ (k) antes de las desinencias que empiezan con τ (t).

Morfología
1. El número τέτορες (tetores) "cuatro" en vez del ático/koiné τέτταρες (τέσσαρες) (tettares (tessares)).
2. El número πρᾶτος (prātos) "primero" en vez del ático/koiné πρῶτος (prōtos).
3. El pronombre demostrativo τῆνος (tēnos) "aquel" en vez del ático/koiné (ἐ)κεῖνος ((e)keinos).
4. Nominativo plural del artículo y del pronombre demostrativo τοί (toi), ταί (tai), τοῦτοι (toutoi), ταῦται (tautai) en lugar del ático/koiné οἱ (hoi), αἱ (hai), οὗτοι (houtoi), αὗται (hautai).
5. Desinencia de la tercera persona del plural del aoristo atemático -ν  (-n ), no σαν (-san), ej. ἔδον (edon); ático/koiné ἔδοσαν (edosan)
6. Primera persona del plural en -μες donde el ático/koiné tiene -μεν.
7. Futuro sigmático en -σε-ω (-se-ō) en lugar del ático/koiné -σ-ω (-s-ō). Ejemplo: πραξῆται (prāxētai) en lugar del ático/koiné πράξεται (prāxetai).
8. Partícula modal κα (ka) en lugar del ático/koiné ἄν (an). Por tanto, dórico αἴ κα, αἰ δέ κα, αἰ τίς κα (ai ka, ai de ka, ai tis ka), en lugar de ático/koiné  ἐάν (ἄν), ἐὰν δέ (ἂν δέ), ἐάν τις (ἄν τις) ((e)an, (e)an de, (e)an tis).
9. Adverbios temporales en -κα (-ka) en lugar del ático/koiné -τε (-te): ὄκα (hoka), τόκα (toka).
10. Adverbios de lugar en -ει (-ei) en lugar del ático/koiné -ου (-ou): τεῖδε (teide), πεῖ (pei).

Palabras especiales
1. λέω (λείω) (le(i)ō) verbo auxiliar en perífrasis de futuro; δράω (draō) "hacer", πάομαι (paomai) en lugar de κτάομαι (ktaomai) "adquirir".

### Subvariedades
El dórico es el bloque dialectal griego que presenta mayor variación local:
- El rodio era la subvariedad de Rodas y las islas cercanas y las localidades próximas de la costa suroccidental de Anatolia.
- El dialecto de Cos y Calimna es otra subvariedad diferente.
- En Thera (Santorini) y Melos había otra variedad dórica local.
- También en Creta había una variedad dórica local, sujeta a cierta variación interna.
- Sobre la península balcánica existían otras subvariedades dóricas: la de Mégara, la de la Argólida, la de Corinto, la de Mesenia y la de Laconia.

Las variedades del sur de Sicilia y Tarento eran subvariedades de dórico.